# (4774) Hobetsu
(4774) Hobetsu es un asteroide perteneciente al cinturón de asteroides, descubierto el 14 de febrero de 1991 por Seiji Ueda y el astrónomo Hiroshi Kaneda desde el Kushiro Marsh Observatory, Hokkaido, Japón.

## Designación y nombre
Designado provisionalmente como 1991 CV1. Fue nombrado Hobetsu en homenaje a la ciudad japonesa de Hobetsu ubicada a 100 km al sureste de Sapporo, famosa por el fósil de un dinosaurio marino que fue excavado allí. También es conocida por la producción de arroz y melones.

## Características orbitales
Hobetsu está situado a una distancia media del Sol de 2,237 ua, pudiendo alejarse hasta 2,428 ua y acercarse hasta 2,046 ua. Su excentricidad es 0,085 y la inclinación orbital 3,628 grados. Emplea 1222 días en completar una órbita alrededor del Sol.

## Características físicas
La magnitud absoluta de Hobetsu es 12,8. Tiene 5,017 km de diámetro y su albedo se estima en 0,584. Está asignado al tipo espectral S según la clasificación SMASSII.